# سیراک‌ها

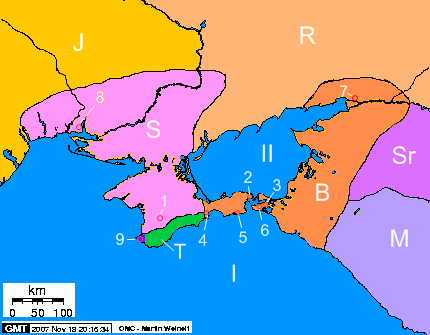
جایگاه سیراک‌ها در سدهٔ دوم پیش از میلاد در کنار دریای سیاه(نماد I)در سوی راست نقشه با نماد Sr نشان داده‌شده‌است؛ مئوت‌ها(M) و رکسلان‌ها(R) و پادشاهی بسفور(B) در همسایگی ایشان دیده می‌شوند.

سیراک‌ها (به یونانی: σιρακοι؛ لاتین:Siraci) قبیله‌ای سرمتی بودند.
اینان در آغاز سدهٔ پنجم پیش از زایش از کرانهٔ دریای مازندران به کنار دریای سیاه کوچیدند. در پایان سدهٔ چهارم میلادی سیراک‌ها بر سراسر سرزمین‌های میان کوه‌های قفقاز تا رود دن چیره‌شدند. سیراک‌ها نخستین تیره از سرمتیان بودند که با یونانیان باشنده کرانه‌های دریای سیاه پیوند برقرار ساختند. آنها از دیگر سرمتی‌ها بیشتر فرهنگ یونانی را به خود گرفتند و رابطهٔ دوستانه‌ای نیز با بسفورها داشتند.